# Lars Glassér
Lars Bertil Glassér (ur. 4 października 1925 w Sztokholmie, zm. 15 stycznia 1999 w Rättvik) – szwedzki kajakarz.
W swoim jedynym występie na letnich igrzyskach olimpijskich w Helsinkach w 1952 roku zdobył srebrny medal w parze z Ingemarem Hedbergiem na dystansie 1000 metrów. W swoim dorobku ma także pięć złotych medali oraz jedno srebro mistrzostw świata.